# Bảo Ân
Titre
Prétendant au trône du Vietnam
Depuis le 15 mars 2017
(8 ans, 3 mois et 26 jours)
Nguyễn Phúc Bảo Ân (né le 3 novembre 1952 à Đà Lạt, Viêt Nam) est le plus jeune fils de l'empereur Bảo Đại et de sa concubine Lê Thị Phi Ánh (vi). Il est devenu chef de la famille impériale du Viêt Nam à la suite de la mort sans postérité de son demi-frère, Bảo Thắng, le 15 mars 2017.

## Famille et descendance
Le prince Bảo Ân vit à Westminster, comté d'Orange (Californie, États-Unis). Il est marié à Lê Liên avec qui il a deux enfants, portant la qualification d'altesse impériale :
- la princesse Nguyễn Phúc Thụy Sĩ (née le 6 juin 1977)
- le prince Nguyễn Phúc Quý Khang (né le 21 juillet 1978), prince héritier, qui a épousé Bùi Kim Thoa, dont 2 garçons jumeaux :
  - le prince Nguyễn Phúc Định Lai (né le 27 février 2012)
  - le prince Nguyễn Phúc Định Luân (né le 27 février 2012)

## Titulature
- depuis le 3 novembre 1952 : Son Altesse impériale le prince Bảo Ân (naissance).

### Lien connexe
- Prétendant au trône